# Abell 754
Abell 754 è un ammasso di circa 1300 galassie ubicato nella costellazione dell'Idra.
Secondo dati osservativi del telescopio a raggi X XMM-Newton, è il prodotto di una collisione tra un ammasso di 300 galassie e uno di 1000 avvenuto 300 milioni di anni fa in modo da formare un ammasso turbolento della grandezza di un milione di anni luce. Secondo le previsioni, la tempesta causata da tale scontro durerà circa un miliardo di anni e l'energia sprigionata sarà sorpassata solo dal Big Bang.